# Ванатавіллува (підрозділ окружного секретаріату)
Підрозділ окружного секретаріату Ванатавіллува — підрозділ окружного секретаріату округу Путталам, Північно-Західна провінція, Шрі-Ланка. Складається з 17 Грама Ніладхарі.